# Cultivo celular en 3D
Un cultivo celular en 3D es un ambiente creado artificialmente, en el cual células biológicas se les permite crecer o interactuar con su entorno en las tres dimensiones. Esta es una mejora sobre el método anterior de células que crecen en 2D  (en una caja de petri) porque el modelo 3D es más preciso que los modelos de células In vivo. 
Estos cultivos tridimensionales son generalmente cultivados en biorreactores, pequeñas cápsulas en las cuales las células pueden crecer en esferoides o en colonias 3D. Aproximadamente 300 esferoides son generalmente cultivados en biorreactores.

## Antecedentes
Los primeros estudios realizados en los años 80, liderados por Mina Bissell del Laboratorio nacional de Lawrence Berkeley, destacaron la importancia de las técnicas 3D para la creación precisa de modelos de cultivo in vitro. Este trabajo se enfocó en la importancia de la matriz extracelular y la habilidad de cultivos en matrices artificiales en 3D para producir estructuras multicelulares fisiologicamente relevantes, como estructuras acinares en los modelos. Estas técnicas han probado ser muy importantes para modelos de enfermedades in vitro con un amplio rango de aplicaciones, incluyendo respuestas de evaluación a compuestos farmacéuticos en el descubrimiento de fármacos.

## Propiedades
Los cultivos celulares en 3D son una mejora sobre los cultivos en 2D por muchas razones. En cultivos celulares vivos en microambientes 3D con intrincados de interacciones celulares y una matriz celular junto con complejos dinámicos de transporte para nutrientes y células.  Estándares 2D, o en monocapa, los cultivos celulares son inadecuadas representaciones de éste entorno, los cuales a menudo los hace predictores poco confiables in vivo de la eficacia y toxicidad de fármacos in vivo. Los esferoides 3D se asemejan más al tejido in vivo en términos de comunicación celular y el desarrollo de matrices extracelulares. Estas matrices ayudan a las células para sean capaces de moverse dentro de un esferoide similar a la manera en que la célula se movería en un tejido vivo. Los esferoides son así modelos mejorados para la migración celular, Diferenciación celular, supervivencia y crecimiento diferenciación. además, los cultivos celulares en 3D proporcionan una representación más exacta de la polarización celular 3D ya que en 2D, las células solo pueden ser polarizadas parcialmente. por otra parte, el crecimiento de células en 3D exponen diferentes expresiones de genes que las que están cultivadas en células 2D en expresión fénica en 3D.
Un entorno real en 3D es algunas veces necesario para que células in vitro para formar importantes estructuras y funciones fisiológicas. La tercera dimensión del crecimiento celular genera un mayor espacio de contacto para las entradas de contactos mecánicos y para la adhesión celular. La adición celular, la cual es necesaria para la ligación de la integrina, la concentración celular e incluso la señalización intracelular. La difusión de solutos normal y proteínas de unión (como factores de crecimiento o enzimas) es también parte en lo que confía en la mátriz celular en 3D, entonces es crítico para el establecimiento para los gradientes de concentración del gradiente de la escala de concentración de soluto de concentración
Para las propuestas de fármacos la proyección toxicólogica, es más útil ensayos de expresión génica de crecimiento de células in vitro en 3D más que 2D, desde que la expresión génica de los esferoides 3D serán más cercanos a parecerse a la expresión génica in vivo. Últimamente, los cultivos 3D tiene una gran estabilidad y vidas más largas que los cultivos celulares en 2D.  Esto significa que son más adecuados para estudios a largo plazo y para la demostración a largo plazo del fármaco. Otra razón para esto es que el entorno 3D permite a las células crecer sin molestias. En 2D, las células deben someterse a tripzinización regular con el fin de proporcionarles suficientes nutrientes para un crecimiento celular.  Los esferoides 3D han sido cultivados en un laboratorio para un máximo de 302 día mientras que todavía se mantiene un crecimiento saludable.

## Métodos
Ahora hay un gran número de herramientas de cultivo disponibles comercialmente que afirman proporcionar del cultivo celular en 3D. Las principales categorías son matrices extracelulares o andamios, superficies modificadas, biorreactores rotatorios,  microtransportadores, cultivo celular en 3D por levitación magnética, placas de gota colgante, y Bioimpresión magnética en 3D. Los biorreactores utilizados para cultivos celulares en 3D son cámaras cilíndricas de plástico pequeñas que son especialmente diseñadas para el propósito del crecimiento celular en tres dimensiones. El biorreactor utiliza materiales sintéticos bioactivos como membranas de tereftalato de polietileno para rodear a las células esferoides en un ambiente que mantenga altos niveles de nutrientes.  Son fáciles de abrir y cerrar, así que las células esferoides pueden ser removidas para ensayos, aun así la cámara es capaz de mantener el 100 % de humedad. Esta humedad es importante para alcanzar un crecimiento máximo de células. La cámara del biorreactor es parte de un gran dispositivo que rota para asegurarse que el crecimiento celular sea igual en cada dirección a través de las tes dimensiones.

MC2 Biotek se ha desarrollado un biorreactor para incubar proto-tejidos que utilizan intercambio de gases para mantener altos niveles de oxígeno dentro de la cámara. Esto es una mejora sobre los biorreactores anteriores porque un alto nivel de oxígeno ayuda al crecimiento celular y respiración celular normal.

## Microfluidica
Las diversas estructuras celulares en el cuerpo deben estar vascularizadas para recibir los nutrientes y el intercambio de gases, ayuda que necesitan para sobrevivir. Similarmente, los cultivos celurares in vitro 3D requieren ciertos niveles de circulación de fluido, el cual puede ser una problemática para la densidad vascularizada de intercambio de gases, Los cultivos en 3D donde las células quizás no tienen la exposición adecuada a los nutrientes . Esta es un particularidad importante en los cultivos de hepatócitos debido a que el hígado es un órgano altamente vascularizado. Un estudio de hepatócitos cultivados junto con células vasculares en andamio de colágeno en gel entre canales de microfluidos de colágeno, y el crecimiento en comparación de las células en entornos estáticos y fluidos, mostró la necesidad de modelos con los tejidos y una red microvascular.

## Farmacología/Toxicología
El propósito principal de crecimiento de células esferoides in vitro en 3D, es un examen farmacocinético y farmacodinámico de los efectos de los fármacos en ensayos preclínicos. Estudios toxicológicos han demostrado cultivos de células en 3D para ser casi a la par con estudios in vivo para los propósitos de la prueba de toxicidad de compuestos de fármacos toxicity. Al comparar valores LD50 de 6 fármacos comunes : acetaminofeno, amiodarona, diclofenaco, metformina, fenformina, y ácido valproíco, los valores de esferoides en 3D son correlacionados directamente con aquellos estudios in vivo. Aunque los cultivos en 2D han sido previamente utilizados para ensayos de toxicidad con estudios in vivo, los esferoides en 3D son mejores en ensayos crónicos de toxicidad expuesta. El acuerdo tridimensional permite a los cultivos proporcionar un modelo con más precisión en parecerse a los tejidos humanos in vivo sin utilizar animales para pruebas.

## Críticas
Todos los diferentes métodos de cultivos 3D afirman la facilidad relativa para usar y producir estructuras en 3D semejantes y mejorados en técnicas in vivo comparada con métodos en 2D. Como sea, ninguno de los métodos 3D han sido remplazados en cultivos 2D en mayor escala, incluyendo en el desarrollo del proceso de fármacos incluidos los procesos de desarrollo de drogas. Los métodos 3D existentes no son limitantes, incluyendo la escalabilidad, reproductibilidad, sensibilidad y compatibilidad que son instrumentos de proyección con cribado de alto rendimiento (HTS). Los HTS basados en células se basan en la determinación rápida de la respuesta celular a la interacción de drogas, tales como la dosis dependiente de la viabilidad celular, interacción célula-matriz, y/o la migración celular, pero los ensayos disponibles no están optimizados para el cultivo de células 3D. El próximo reto que enfrenta el cultivo de células en 3D es la cantidad limitada de datos y publicaciones que abordan los mecanismos de interacción de medicamentos, la diferenciación celular y de señalización celular in vitro en entornos 3D y se correlacionan con los resultados in vivo la respuesta al fármaco. Aunque el número de publicaciones de cultivo celular 3D está aumentando rápidamente, la actual caracterización bioquímica limitada de tejido 3D disminuye la confianza necesaria para impulsar la adopción de nuevos métodos. La velocidad a la que se cumplen estos desafíos determinará el ritmo al que el cultivo de células en 3D es adoptado como una herramienta rutinaria.
Hay también más problemas utilizando esferoides como modelo de tejidos cancerosos, aunque benéficos para los cultivos 3D, esferoides de tumores han sido criticados por ser un reto o imposible para manipular gradientes de moléculas solubles en esferoides en 3D, y para caracterizar células en estos gradientes complejos, diferente a los artículos de apoyo de cultivos celulares en 3D para tejidos basados en bioensayos explorados por Ratmir et al.